# Tilquhillie Castle

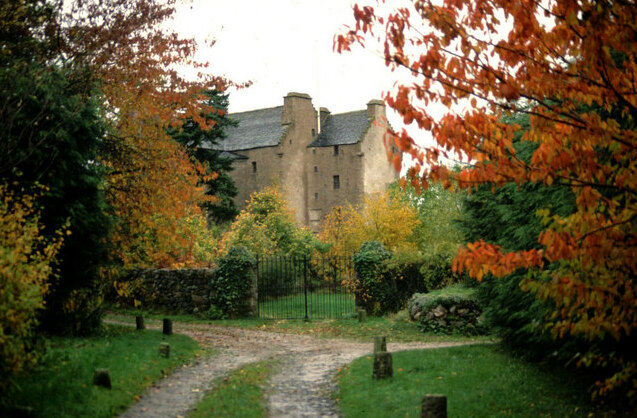
Tilquhillie Castle

Tilquhillie Castle ist ein Tower House nahe der schottischen Ortschaft Banchory in der Council Area Aberdeenshire. 1972 wurde das Bauwerk in die schottischen Denkmallisten in der höchsten Denkmalkategorie A aufgenommen.

## Geschichte
Aufzeichnungen zufolge wurde das Tower House vermutlich im Jahre 1576 für John Douglas errichtet. Ein oberhalb des Portals eingelegter Stein bestätigt die Jahresangabe. Ursprünglich wies Tilquhillie Castle einen Z-förmigen Grundriss auf. Historic Scotland beschreibt das Tower House als „seit 1948 unbewohnt“. 1985 erwarb der ehemalige US-amerikanische Diplomat John Coyne den Wehrturm und ließ ihn restaurieren.

## Beschreibung
Tilquhillie Castle steht isoliert rund 2,5 Kilometer südöstlich der Ortschaft Banchory und zwei Kilometer südlich des rechten Dee-Ufers. Das vierstöckige Tower House besaß ursprünglich einen Z-förmigen Grundriss mit zwei um den Hauptturm diagonal versetzten Türmen. Durch Überarbeitungen entstand jedoch zwischenzeitlich eine homogene Struktur, deren ursprünglicher Grundriss schwer erkennbar ist.
Die Fassaden von Tilquhillie Castle sind mit Harl verputzt. Das Eingangsportal mit heraustretendem Treppenturm befindet sich im südostexponierten Innenwinkel. Darüber ist eine Wappenplatte des Clan Douglas eingelassen. Ein weiterer Treppenturm kragt an der Nordseite aus. Unterhalb der Traufe sind die Kanten der drei Gebäudeteile gerundet ausgeführt. Die abschließenden Satteldächer mit Staffelgiebeln sind mit Schiefer eingedeckt. Die Räume des Erdgeschosses besitzen Gewölbedecken.